# Kaarlo Mäkinen
Kaarlo Mäkinen (n. 14 mai 1892, Mariehamn, Imperiul Rus – d. 11 mai 1980, Åbo, Finlanda) a fost un luptător ce a reprezentat Finlanda, medaliat olimpic. A participat la 2 ediții ale Jocurilor Olimpice (1924, 1928) în care a câștigat o medalie de aur și o medalie de argint.